# Oswald von Nell-Breuning
Oswald von Nell-Breuning SJ (Trier, 8 de março de 1890 – Frankfurt am Main, 21 de agosto de 1991) foi um teólogo católico alemão, jesuíta, padre, economista político e filósofo social, que contribuiu para a formulação da Doutrina Social Católica.
Como assessor do Papa Pio XI, desempenhou um papel fundamental na formulação da Encíclica "Quadragesimo anno", publicada no 40.º aniversário da publicação da Encíclica "Rerum Novarum".
A "Quadragesimo anno" trouxe conceitos importantes como a função social da propriedade e o princípio da subsidiariedade, conceito para o qual, Nell-Breuning colaborou decisivamente.
Seu pensamento era baseado na tradição clássica do direito natural e nos princípios básicos do ensino social católico, personalidade, solidariedade e subsidiariedade, desenvolvidos a partir dela no século XIX. Em suas mais de 1.800 publicações, ele tratou de questões de ética econômica, política econômica e social. Temas importantes foram a relação entre trabalho e capital, o confronto com o marxismo, a questão da co-determinação, o desenvolvimento do ensino social católico e, portanto, a superação do distanciamento dos trabalhadores da Igreja.

## Biografia
Seu pai era dono de uma vinícola.
Depois de concluir o ensino médio, dedicou-se a estudos matemáticos e científicos por quatro semestres.
Em 1910, começou a estudar filosofia e teologia em Innsbruck (Áustria).
Em 1911, ingressou na Companhia de Jesus.
Em 1921, foi ordenado como sacerdote.
Em 1926, foi enviado para Münster, onde, em 1928, obteve o doutorado com uma dissertação sobre os principais traços da moral do mercado de ações e o divulgou ao público católico. No mesmo ano, foi nomeado professor de teologia moral, direito canônico e direito empresarial na recém-fundada Universidade Filosófico-Teológica de Sankt Georgen em Frankfurt am Main, onde continuou a lecionar e a trabalhar por muito tempo após sua aposentadoria.
Entre 1936 e 1945, foi proibido de escrever e publicar pelo regime nazista.
Em 1948, foi nomeado professor de ética econômica e social na Universidade de Frankfurt.
A partir da década de 1950, passou a se concentrar nas questões atuais de política econômica e social.
Nos três volumes da obra coletiva Economia e Sociedade (1956–1960), tratou das questões de uma reorganização econômica.
Defendia o reestabelecimento das estruturas corporativas capitalistas, que prevaleciam, na Alemanha, antes de 1933. Portanto, sustentava que os empregados deveriam ser mais integrados à sociedade industrial e parceiros iguais dos empregadores. Tópicos importantes incluíram: a equalização de encargos, salários justos, o direito à greve, a falta de moradia, a política de propriedade e a Constituição corporativa. Tinha uma relação particularmente próxima com os sindicatos.
A partir de 1959, passou a integrar o Instituto Econômico da Confederação Sindical Alemã, onde tentou manter a influência cristã e combater tendências marxistas. Defendeu a participação dos empregados na propriedade produtiva e a ideia do salário de investimento.
A partir de meados da década de 1960, seu compromisso com a força de trabalho mudou da criação de riqueza para a co-determinação, cuja justificativa sócio-ética ele elaborou em muitos artigos.
Esteve em contato próximo com o movimento dos trabalhadores católicos e elogiou o Programa de Godesberg do Partido Social-Democrata da Alemanha , que ele descreveu como um “curso de revisão concisa sobre a doutrina social da Igreja”.
Entre 1950 e 1958, foi integrante do Conselho Consultivo Científico dos Ministérios Federais da Economia para o planejamento urbano e habitação.
Entre 1959 e 1961, foi integrante do Conselho Consultivo Científico dos Ministérios Federais da Economia para questões da família e da juventude.

## Contribuições
A partir de 1924, publicou mais de 1.800 escritos. Em tais escritos, abordou os problemas econômicos e sociais da Alemanha de sua época, embora não tenha apresentado um projeto fechado de ordem social e econômica.
Seus temas preferidos no período anterior à Segunda Guerra Mundial incluíam: a desvalorização da moeda, o direito à terra e o financiamento da moradia popular. Também escreveu sobre as funções do mercado monetário e do mercado de capitais, direito societário e concentração societária. Além disso, fez considerações fundamentais sobre a função da propriedade e da economia capitalista.
No período posterior à Segunda Guerra Mundial, o foco estava nas questões fundamentais relacionadas com a reorganização da sociedade, da economia e do Estado na Alemanha Ocidental. Nesse contexto, escreveu, principalmente, sobre:
- os ideais sociais cristãos, que dizia estarem além do capitalismo e do socialismo;
- a democracia na economia; e
- a relação entre a Igreja e os partidos políticos.

Até 1951, escreveu inúmeros artigos sobre a implementação da co-determinação do carvão e do aço.
Também estava preocupado com temas como:
- a redução da jornada de trabalho;
- programas de moradia popular;
- reforma da previdência alemã de 1957 (que instituiu o sistema de repartição e ampliou benefícios); e
- a expansão do estado de bem-estar social e constitucional como particularmente importantes no.

Nas décadas de 1970 e 1980, influenciado pela aprovação de "Gaudium et Spes" pelo Concílio Vaticano II, voltou a abordar a questão da co-determinação econômica e a questão de uma nova constituição corporativa. Inspirado pelos documentos sobre questões sociais publicados pelo Papa Paulo VI, escreveu sobre os escritos econômicos de Karl Marx, validando-os parcialmente.

## Obras
- Grundzüge der Börsenmoral, 1928 - (Princípios básicos da moralidade do mercado de ações);
- Die soziale Enzyklika, Colônia, 1932 - (A Encíclica Social);
- Zur christlichen Gesellschaftslehre. Herder, 1947 - (em coautoria com Hermann Sacher) - (Para o ensino social cristão);
- Einzelmensch und Gesellschaft, 1950 - (Indivíduos e Sociedade);
- Mitbestimmung, Landshut 1950 - (Co-determinação);
- zusammen mit Hermann Sacher: Wörterbuch der Politik. Gesellschaft – Staat – Wirtschaft – Soziale Frage, 1952, 2. Ed. 1954 - (em coautoria com Hermann Sacher) (Dicionário de Política. Sociedade - Estado - Economia - Questão Social);
- Wirtschaft und Gesellschaft heute, 3 vols. Friburgo i. Br. 1956–60 - (Economia e sociedade hoje);
- Kapitalismus und gerechter Lohn. Herder, 1960 - (Capitalismo e salários justos);
- Baugesetze der Gesellschaft, 1968 ;
- Grundsätzliches zur Politik, Munique 1975;
- Soziallehre der Kirche, 1977 - (Doutrina Social da Igreja , 1977);
- Soziale Sicherheit. Zu Grundfragen der Sozialordnung aus christlicher Verantwortung, Friburgo i. Br. 1979 - (Seguro Social. Sobre questões básicas da ordem social fora da responsabilidade cristã);
- Gerechtigkeit und Freiheit. Grundzüge katholischer Soziallehre, 1980 - (Justiça e liberdade. Características básicas do ensino social católico);
- Arbeit vor Kapital, Viena 1983 - (Trabalho antes do capital);
- Arbeitet der Mensch zuviel? Friburgo i. Br. 1985 - (As pessoas trabalham muito?)
- Kapitalismus kritisch betrachtet. Zur Auseinandersetzung um das bessere „System“, Friburgo i. Br. 1986 - (Uma visão crítica do capitalismo. Sobre o debate sobre o melhor "sistema");
- Unsere Verantwortung. Für eine solidarische Gesellschaft, 1987 - (Nossa responsabilidade. Por uma sociedade solidária)
- Den Kapitalismus umbiegen. Schriften zu Kirche, Wirtschaft und Gesellschaft, Düsseldorf 1990 - (Dobrando o capitalismo. Escritos sobre Igreja, Economia e Sociedade).